# Distretto di Toutunhe
Il distretto di Toutunhe (头屯河区S, Tóutúnhé QūP) è un distretto della Cina, situato nella regione autonoma di Xinjiang e amministrato dalla prefettura di Ürümqi.